# پروکسی بنزوئیک اسید
پروکسی بنزوئیک اسید (به انگلیسی: Peroxybenzoic acid) با فرمول شیمیایی C۷H۶O۳ یک ترکیب شیمیایی است؛ که جرم مولی آن ۱۳۸٫۱۲ g/mol می‌باشد.